# Philippe Paul
Pour les articles homonymes, voir Paul.
Philippe Paul, né le 25 janvier 1965 à Douarnenez (Finistère), est un homme politique français. Il est actuellement sénateur du Finistère.

## Biographie
Philippe Paul naît le 25 janvier 1965 à Douarnenez (Finistère). Il fait ses études en sciences politiques et sciences historiques à Rennes. Il est colonel de la réserve citoyenne de l'Armée de l'Air.
Assistant parlementaire du député Ambroise Guellec de 1988 à 1997, il travaille au cabinet de Josselin de Rohan, alors président du conseil régional de Bretagne jusqu'en 2004, avant de redevenir assistant parlementaire d'Ambroise Guellec, cette fois-ci au Parlement européen. Élu conseiller général du canton de Douarnenez en mars 2001, il remporte en 2008 les élections municipales de Douarnenez au premier tour avec 54.8 % des voix et est élu maire le 15 mars 2008. Il est vice-président de la communauté de communes du Pays de Douarnenez de 2008 à 2014.
Le 22 septembre 2008, il est élu sénateur du Finistère lors des sénatoriales, où il siège au groupe Union pour un mouvement populaire. Touché par le cumul de mandats, il démissionne du conseil général le 10 octobre suivant. En tant que sénateur, il est membre de la commission des Affaires étrangères, de la Défense et des Forces armées et de la délégation aux droits des femmes et à l'égalité des chances entre les hommes et les femmes.
En mars 2014, il est réélu maire et le 28 septembre suivant, sénateur du Finistère. Il est Secrétaire de la commission des Affaires étrangères, de la Défense et des Forces armées du Sénat.
Il soutient Alain Juppé pour la primaire présidentielle des Républicains de 2016.
Il démissionne de son poste de maire de Douarnenez en octobre 2017 en raison de la loi sur le non-cumul des mandats, mais reste conseiller municipal.